# NSTG Prag
Die NSTG Prag, vollständig Nationalsozialistische Turngemeinde Prag, war ein deutscher Sportverein im vom Deutschen Reich besetzten Prag.

## Geschichte
Die NSTG Prag entstand 1940 als Zusammenschluss mehrerer Vereine, darunter auch FC Deutscher Sportbrüder Prag, welcher am 27. April 1899 unter dem Namen Spielvereinigung Prag gegründet worden war und zwei Jahre später seinen bis 1940 gültigen Namen erhielt.
Bereits in der ersten Saison konnte die NSTG die Staffel 2 der Gauliga Sudetenland gewinnen. Daraufhin trat man zum Entscheidungsspiel um die Gauligameisterschaft in Schreckenstein gegen den LSV Pilsen an und gewann 4:2. Dadurch erreichten die Prager die Endrunde um die deutsche Meisterschaft. Dort hatte man aber kaum eine Chance gegen den Dresdner SC und Tennis Borussia Berlin und schloss die Untergruppe 1b mit einem Remis und drei Niederlagen ab.
In der darauffolgenden Saison trat die NSTG Prag in der Gauliga Sudeten-Mitte an und gewann auch diese souverän. In der Endrunde um die Sudetenmeisterschaft wurde man aber nur Gruppendritter. Im Anschluss an die Saison zog man sich dann schließlich freiwillig zurück.
1945 erlosch die NSTG Prag endgültig.

## Platzierungen
| Saison                                                                  | Liga                           | Platz | Spiele | G  | U  | V  | Tore | Punkte |
| ----------------------------------------------------------------------- | ------------------------------ | ----- | ------ | -- | -- | -- | ---- | ------ |
| 1940/41                                                                 | Gauliga Sudetenland, Staffel 2 | 01.   | 06     | 05 | 01 | 0  | 18:4 | 11 – 1 |
| 1941/42                                                                 | Gauliga Sudetenland-Mitte      | 01.   | 10     | 08 | 01 | 01 | 56:8 | 17 – 3 |
| Blau unterlegt: Teilnahme an der Endrunde um die deutsche Meisterschaft |                                |       |        |    |    |    |      |        |

## Erfolge
- Gaumeister Sudetenland: 1941